# Barobo
Barobo es un municipio filipino de segunda categoría, situado en la parte nordeste de la isla de Mindanao. Forma parte de la provincia de Surigao del Sur situada en la Región Administrativa de Caraga, también denominada Región XIII. Para las elecciones está encuadrado en el Segundo Distrito Electoral.

## Geografía
Situado en el sur de la provincia, 65 km al sur  de la ciudad de Tandag, su capital.
Su término linda al norte con el municipio de Lianga y también con la bahía de su nombre en el de mar de Filipinas; al sur con los de Tagbina y de Jinatuán;  al este se estrecha; y al oeste con la provincia de Agusán del Sur, municipio de  San Francisco.

### Barrios
El municipio  de Barobo se divide, a los efectos administrativos, en 21 barangayes o barrios, conforme a la siguiente relación:
| - Amaga - Bahi - Cabacungán - Cambagang | - Causwagán - Dapdap - Dughan - Gamot | - Javier - Kinayán - Mamis - Población | - Guinhalinán - Rizal - San José de Balú - San Roque | - San Vicente - Sua - Sudlón | - Tambis - Unidad - Wakat |

### Comunicaciones
Cruce de caminos:
- S00300, Carretera de Surigao a Dávao por la costa (Surigao-Davao Coastal Rd) entre las localidades de Lianga, al norte  y Tagbina, al sur. Surigao se encuentra a 103 km. Esta carretera atraviesa los barrios de Wakat, Población, Dapdap, Kinayán y Causwagán.
- S00311  NRJ Barobo a Agusan Del Sur Bdry Rd. con 13.23 km en el Distrito 2.º[6] por esta carretera se accede a Butuán, situado a 107 km.

Esta carretera  atraviesa los barrios de Población, San Vicente, Amaga, Tambis y Cambagang,  continuando hasta conectar con la Autopista Marhalika (Pan-Philippine Highway) en la población del municipio vecino de San Francisco de Agusán.

### Idioma
Los habitantes de Barobo emplean el dialecto Kamayo, una lengua menor que se habla además en la ciudad de Bislig y en parte de los municipios de San Agustín y Marihatag. A principios del siglo XXI lo hablaban solamente 7.565 personas.

## Historia
Lugar poblado por la etnia manobo quienes habitaron la parte central de esta provincia.
Durante la década de 1930  cinco familias de pescadores se establecieron en la desembocadura del río. La abundancia de pesca atrajo a más personas que vinieron y se asentaron.
La abundancia de árboles conocidos como Barobo dio nombre a este asentamiento que .se convirtió en un barrio bajo del municipio de Lianga.
El 24 de octubre de 1960 se crea este nuevo Ayuntamiento de Barobo, cuya planimetría, recortada del municipio de Lianga,  tiene forma de una pipa.

## Turismo
Los principales atractivos turísticos del municipio son los siguientes: Turtle Island, Kabgan Island, Vanishing Islet, Pongpong Resort, Pagbutuanan Cave, Bogac Spring, Bito Lagoon, y Dapdap Beach Resorts.